# Carpa koi japonesa
La carpa koi japonesa (Leuciscus idus) és una espècie de peix cipriniforme de la família dels ciprínids que es troba a Euràsia. Introduït als Estats Units com a peix ornamental.
Els mascles poden assolir els 76 cm de longitud total.